# Koeficijent trenja
Koeficijent trenja ili faktor trenja (znak μ) je fizikalna veličina koja opisuje razmjernost između trenja i sile koja djeluje okomito na podlogu. Ovisi o hrapavosti i kemijskom sastavu površina koje se dodiruju, njihovoj vlažnosti ili podmazanosti te o načinu gibanja tijela (najveći je faktor trenja mirovanja, manji je faktor trenja klizanja, najmanji faktor trenja kotrljanja). Mjerna je jedinica faktora trenja broj jedan (1). Faktor trenja može se odrediti s pomoću kosine s promjenljivim nagibom, tako da se odredi kut α kod kojega se tijelo počinje gibati niz kosinu, μ = tan α.

## Neke približne vrijednosti koeficijenta trenja
| Materijali u dodiru                          | Materijali u dodiru             | Koeficijent trenja mirovanja, {\displaystyle \mu _{\mathrm {s} }\,} | Koeficijent trenja mirovanja, {\displaystyle \mu _{\mathrm {s} }\,} | Koeficijent trenja klizanja, {\displaystyle \mu _{\mathrm {k} }\,} | Koeficijent trenja klizanja, {\displaystyle \mu _{\mathrm {k} }\,} |
| Materijali u dodiru                          | Materijali u dodiru             | Suho i čisto                                                        | Podmazano                                                           | Suho i čisto                                                       | Podmazano                                                          |
| -------------------------------------------- | ------------------------------- | ------------------------------------------------------------------- | ------------------------------------------------------------------- | ------------------------------------------------------------------ | ------------------------------------------------------------------ |
| Aluminij                                     | Čelik                           | 0,61                                                                |                                                                     | 0,47                                                               |                                                                    |
| Aluminijska keramika                         | Keramika od silicijevog nitrida |                                                                     |                                                                     |                                                                    | 0,004 (mokro)                                                      |
| BAM (keramička legura AlMgB14)               | Titanijev borid (TiB2)          | 0,04–0,05                                                           | 0,02                                                                |                                                                    |                                                                    |
| Mjed ili mesing                              | Čelik                           | 0,35 - 0,51                                                         | 0,19                                                                | 0,44                                                               |                                                                    |
| Lijevano željezo                             | Bakar                           | 1,05                                                                |                                                                     | 0,29                                                               |                                                                    |
| Lijevano željezo                             | Cink                            | 0,85                                                                |                                                                     | 0,21                                                               |                                                                    |
| Beton                                        | Guma                            | 1,0                                                                 | 0,30 (mokro)                                                        | 0,6 - 0,85                                                         | 0,45 - 0,75 (mokro)                                                |
| Beton                                        | Drvo                            | 0,62                                                                |                                                                     |                                                                    |                                                                    |
| Bakar                                        | Staklo                          | 0,68                                                                |                                                                     |                                                                    |                                                                    |
| Bakar                                        | Čelik                           | 0,53                                                                |                                                                     | 0,36                                                               |                                                                    |
| Staklo                                       | Staklo                          | 0,9 - 1,0                                                           |                                                                     | 0,4                                                                |                                                                    |
| Tekućina u zglobovima (sinovijalna tekućina) | Hrskavica                       |                                                                     | 0,01                                                                |                                                                    | 0,003                                                              |
| Led                                          | Led                             | 0,02 - 0,09                                                         |                                                                     |                                                                    |                                                                    |
| Polietilen                                   | Polietilen                      | 0,2                                                                 | 0,2                                                                 |                                                                    |                                                                    |
| PTFE (teflon)                                | PTFE (teflon)                   | 0,04                                                                | 0,04                                                                |                                                                    | 0,04                                                               |
| Čelik                                        | Led                             | 0,03                                                                |                                                                     |                                                                    |                                                                    |
| Čelik                                        | PTFE (Teflon)                   | 0,04-0.2                                                            | 0,04                                                                |                                                                    | 0,04                                                               |
| Čelik                                        | Čelik                           | 0,74-0.80                                                           | 0,16                                                                | 0,42 - 0,62                                                        |                                                                    |
| Drvo                                         | Metal                           | 0,2 – 0,6                                                           | 0,2 (mokro)                                                         |                                                                    |                                                                    |
| Drvo                                         | Drvo                            | 0,25 – 0,5                                                          | 0,2 (mokro)                                                         |                                                                    |                                                                    |
| Guma na                                      | asfaltu                         | 0,9                                                                 | 0,8                                                                 |                                                                    |                                                                    |
| Koža                                         | Metal                           | 0,6                                                                 | 0,2 - 0,25                                                          |                                                                    |                                                                    |